# Ophrys speculum
Ophrys speculum là một loài thực vật có hoa trong họ Lan. Loài này được Link mô tả khoa học đầu tiên năm 1800.

## Hình ảnh

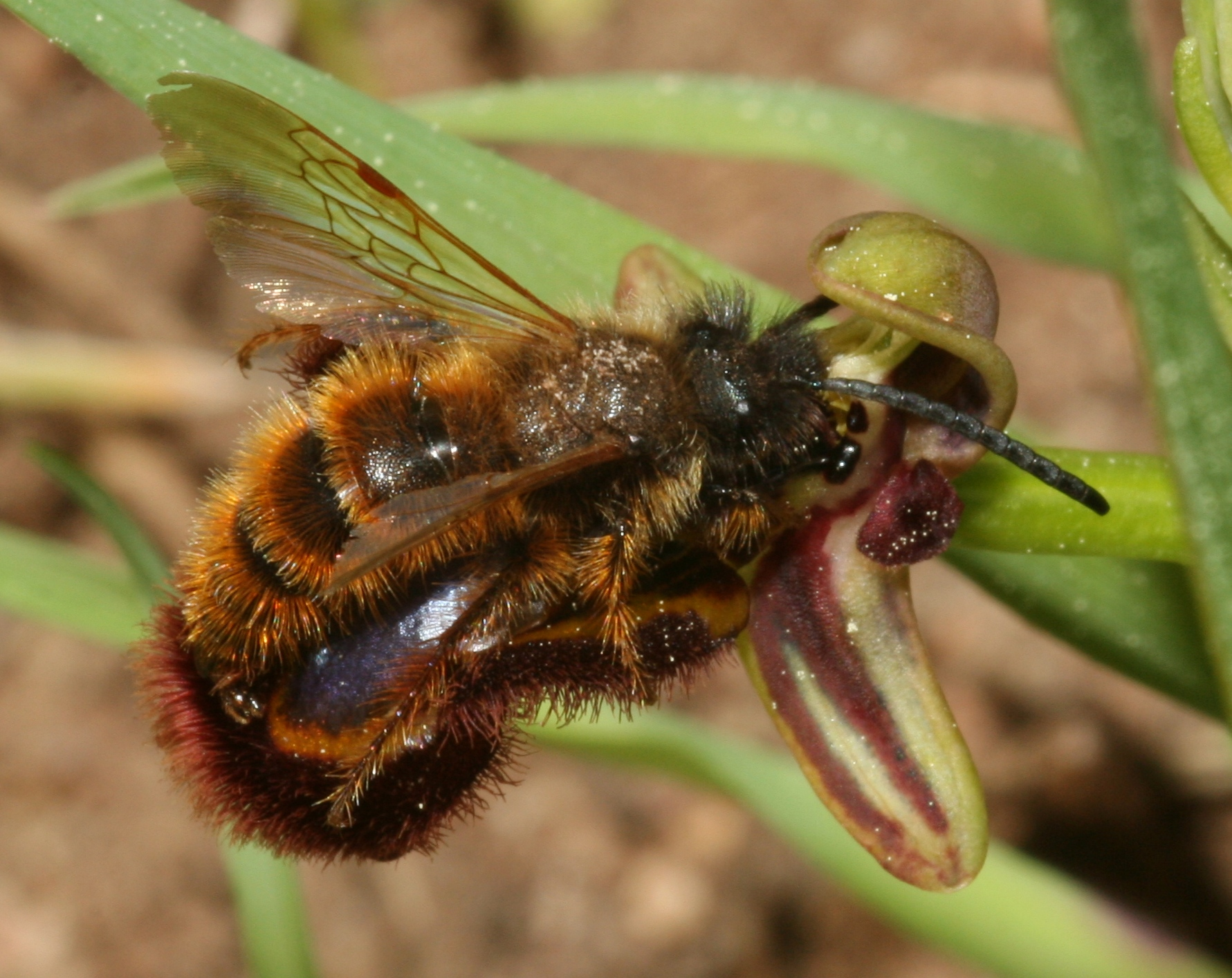
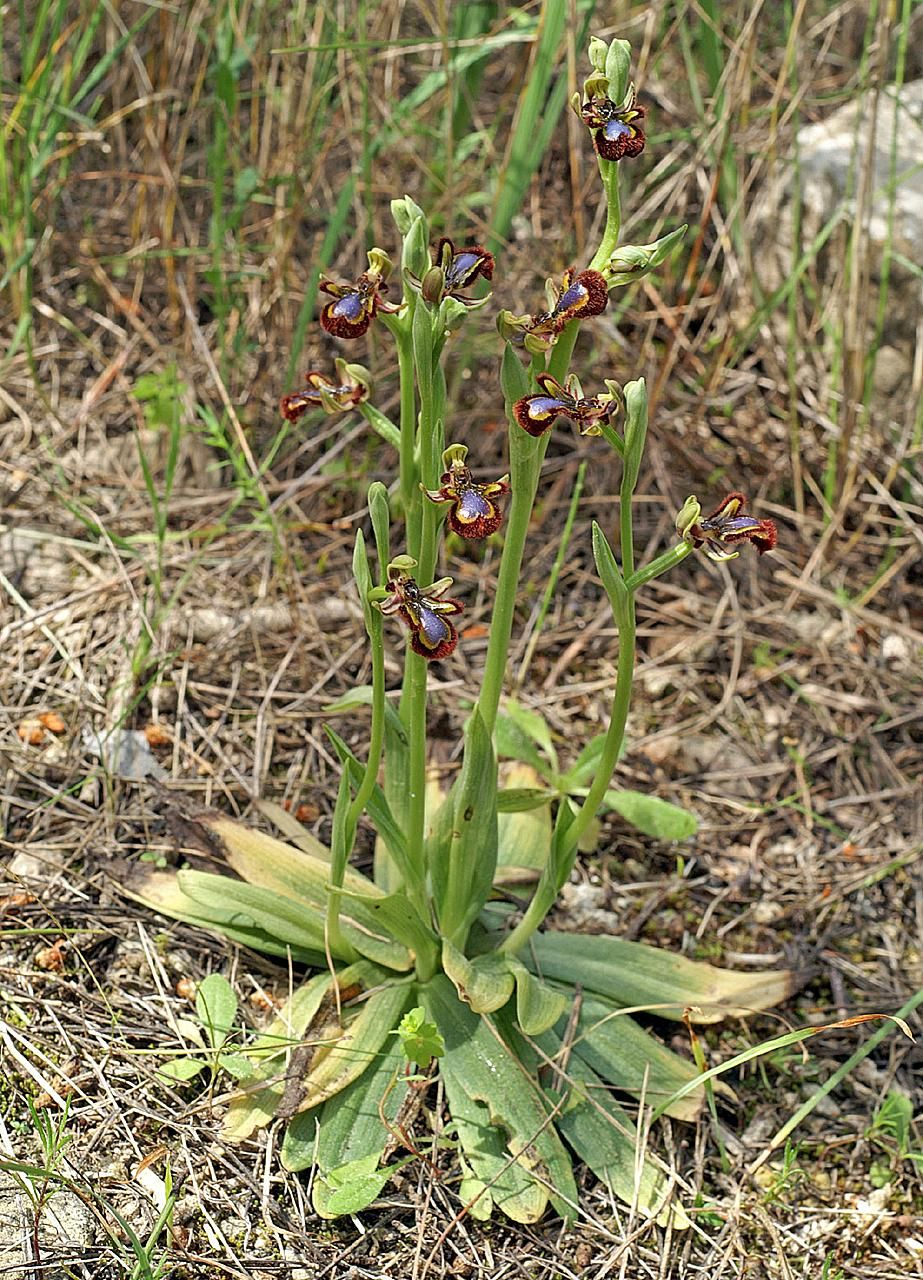
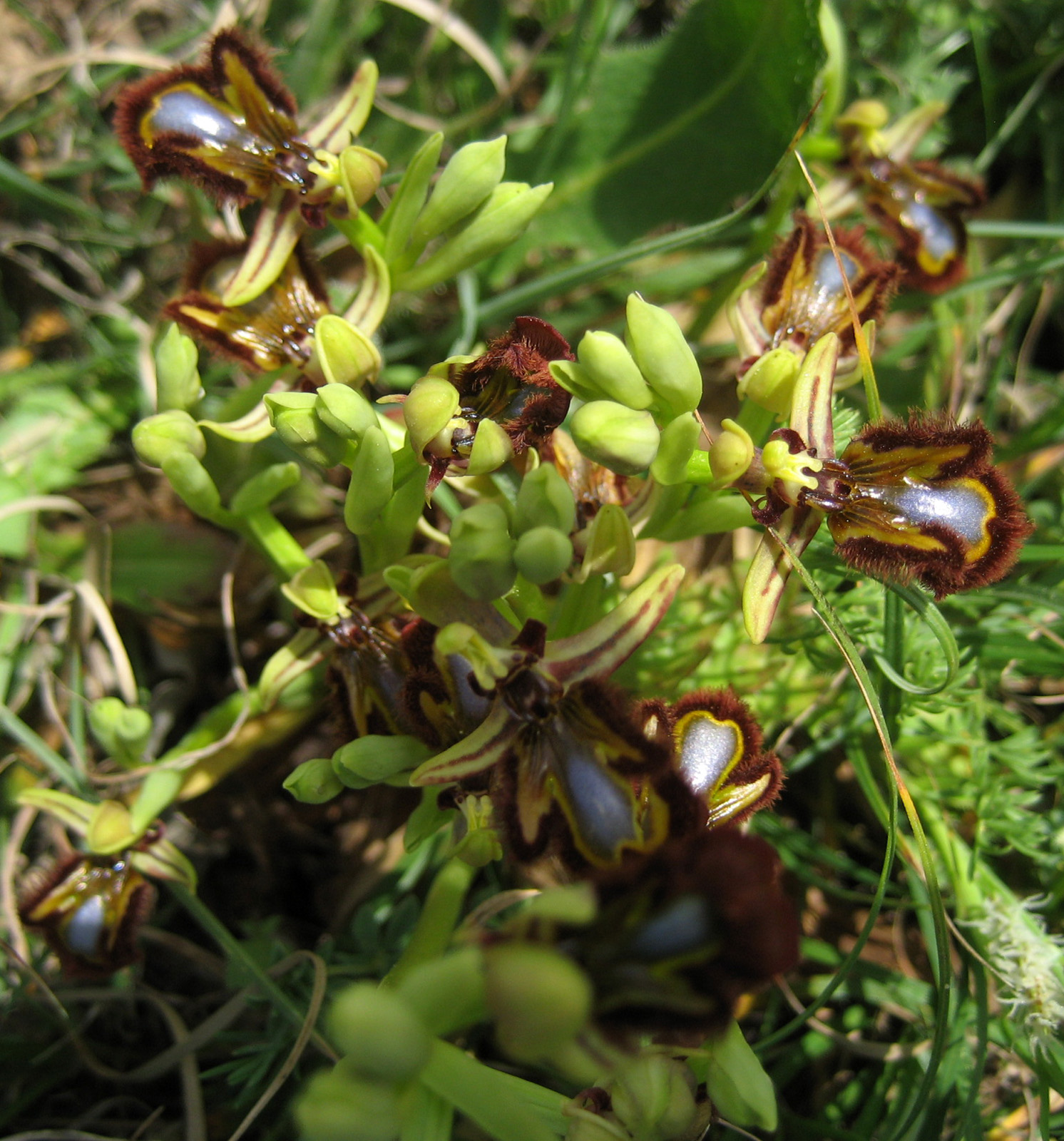
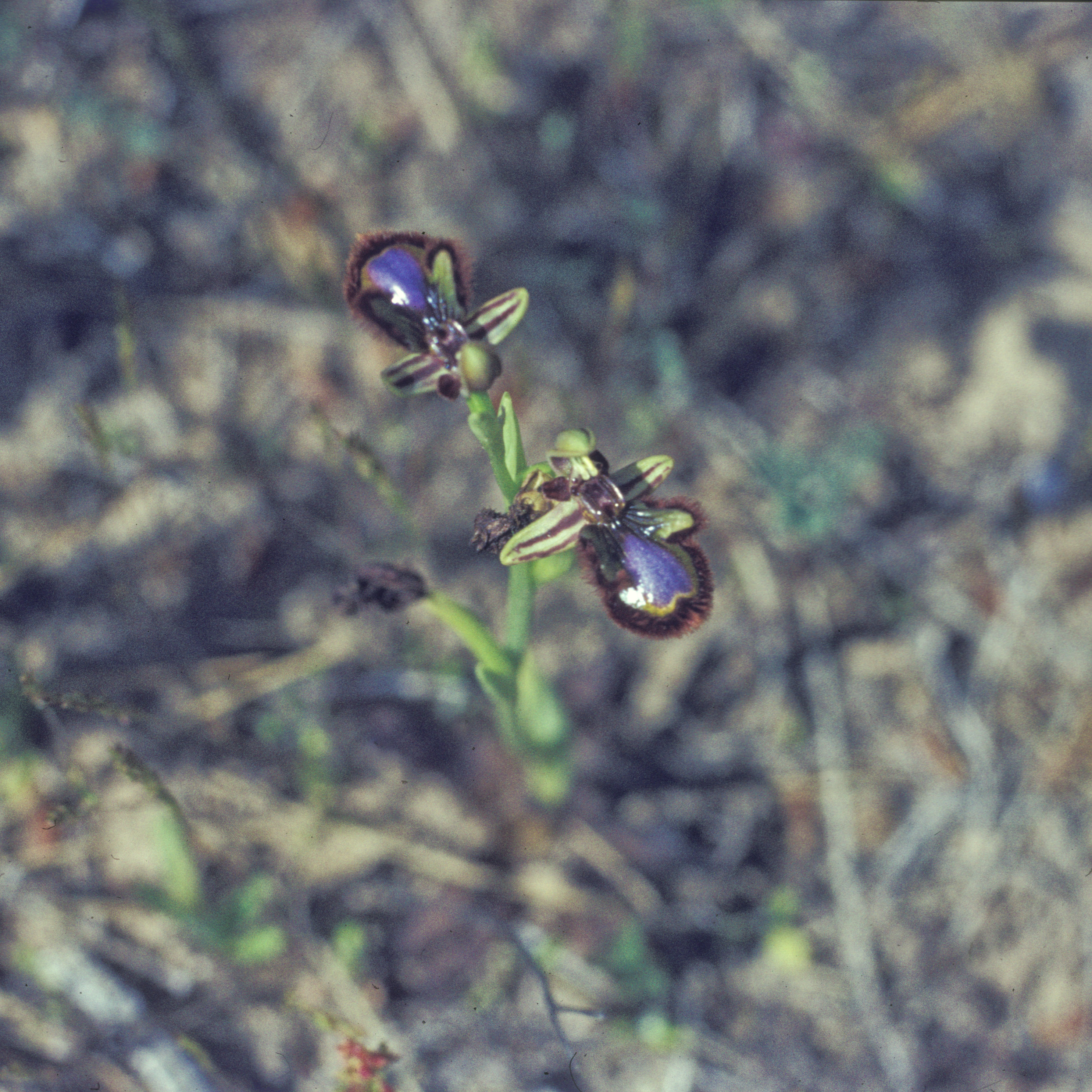
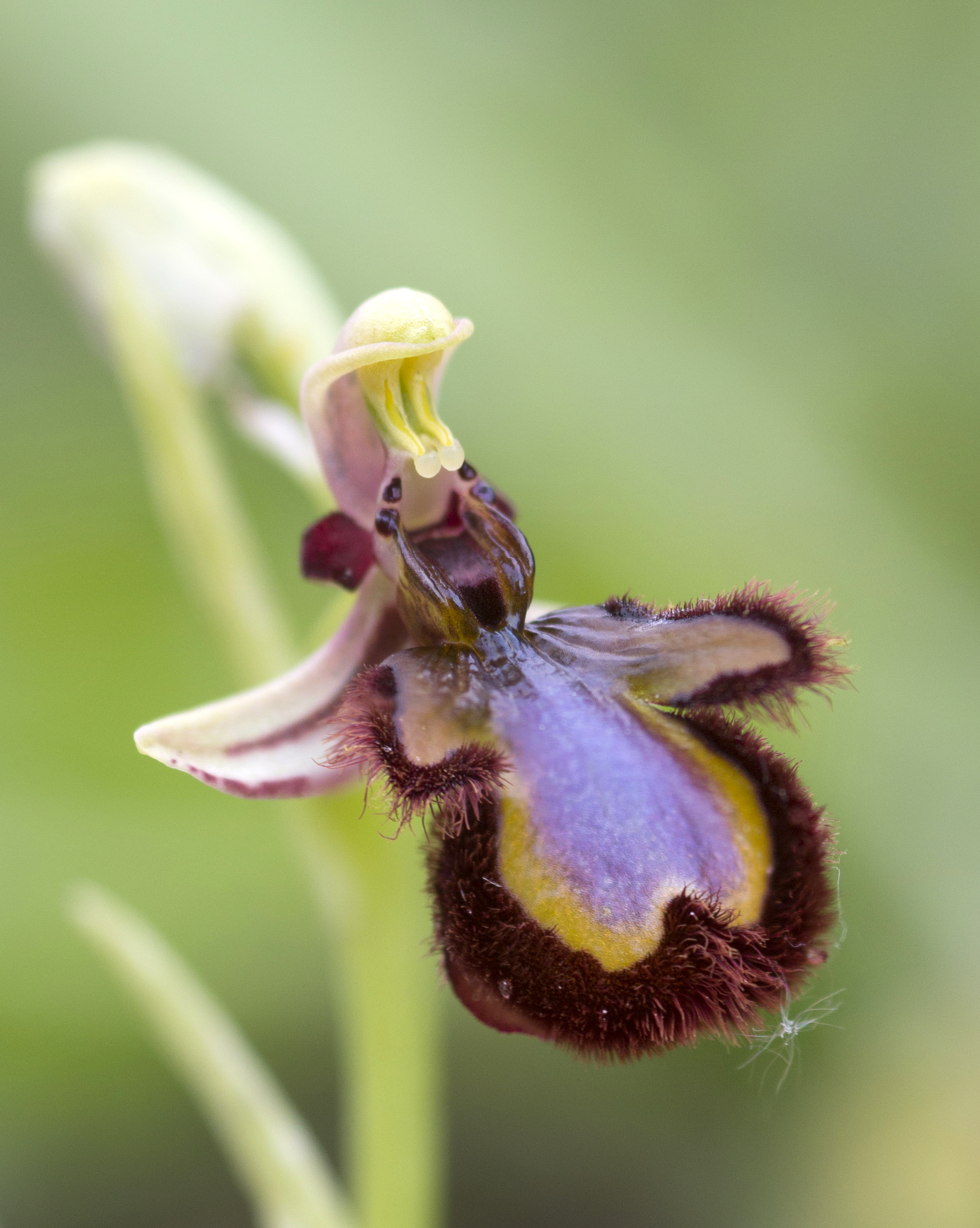